# إتيان لينوار (مهندس)
إتيان لينوار (بالفرنسية: Etienne Lenoir)‏ هو مهندس فرنسي، ولد في 1 مارس 1744، وتوفي في 1832 في باريس في فرنسا.